# Temple protestant de Môtiers
Le temple protestant de Môtiers est un édifice religieux situé à Môtiers, dans le Val-de-Travers en Suisse. La paroisse est membre de l'Église réformée évangélique du canton de Neuchâtel.
Des premiers vestiges du haut Moyen Âge au temple protestant en passant par l'église paroissiale catholique, l’histoire de cet édifice couvre près de quinze siècles. Son existence est étroitement liée à celle de son voisin, l'ancien prieuré Saint-Pierre.
Si l'aspect extérieur est resté celui d'une église gothique de la fin du Moyen Âge, le beffroi est de Jonas Favre et date du XVIIe siècle. Le temple a par ailleurs été restauré régulièrement durant les siècles suivants, le dernier chantier ayant débuté fin 2020.      
La paroisse a accueilli quelques célébrités comme le philosophe Jean-Jacques Rousseau.   

## Histoire

### Une église en construction dès leVIIIesiècle
La première église paroissiale de Môtiers est bâtie au VIIIe siècle à proximité immédiate de l'église plus ancienne du prieuré Saint-Pierre. La construction d’un lieu de culte destiné à la population à côté d'une église monastique, est une pratique courante au haut Moyen Âge dans l'Arc jurassien. De plan rectangulaire, le bâtiment se situait à l’emplacement du temple actuel et ses façades ouest et sud étaient flanquées de portiques. Du VIIIe au XIe siècle, Môtiers joue un rôle important pour le royaume de Bourgogne qui s'étend de part et d'autre du Jura. De ce fait, le prieuré gagne en taille et en importance, tout comme l’église paroissiale qui connaît plusieurs agrandissements,,.
Les premières mentions du monastère Saint-Pierre apparaissent dans les documents d'archives à la fin du XIe siècle, juste avant que le prieuré ne soit rattaché à l'abbaye de La Chaise-Dieu en 1107,.
Après une longue phase sans transformations d’envergure, les travaux reprennent au XVe et au début du XVIe siècle. L'église paroissiale — désormais appelée Notre-Dame — est dotée de deux chapelles latérales en 1462 et 1481 et d’un nouveau chœur gothique dès 1485. La dendrochronologie permet de dater la nouvelle charpente de la nef remaniée de 1515 environ,.
Instaurée à Neuchâtel en 1530, la Réforme va conduire à la sécularisation du prieuré en 1537 et à la transformation de l’église Notre-Dame en temple protestant. L’histoire conjointe de ce duo d’églises prend désormais des directions différentes,,.

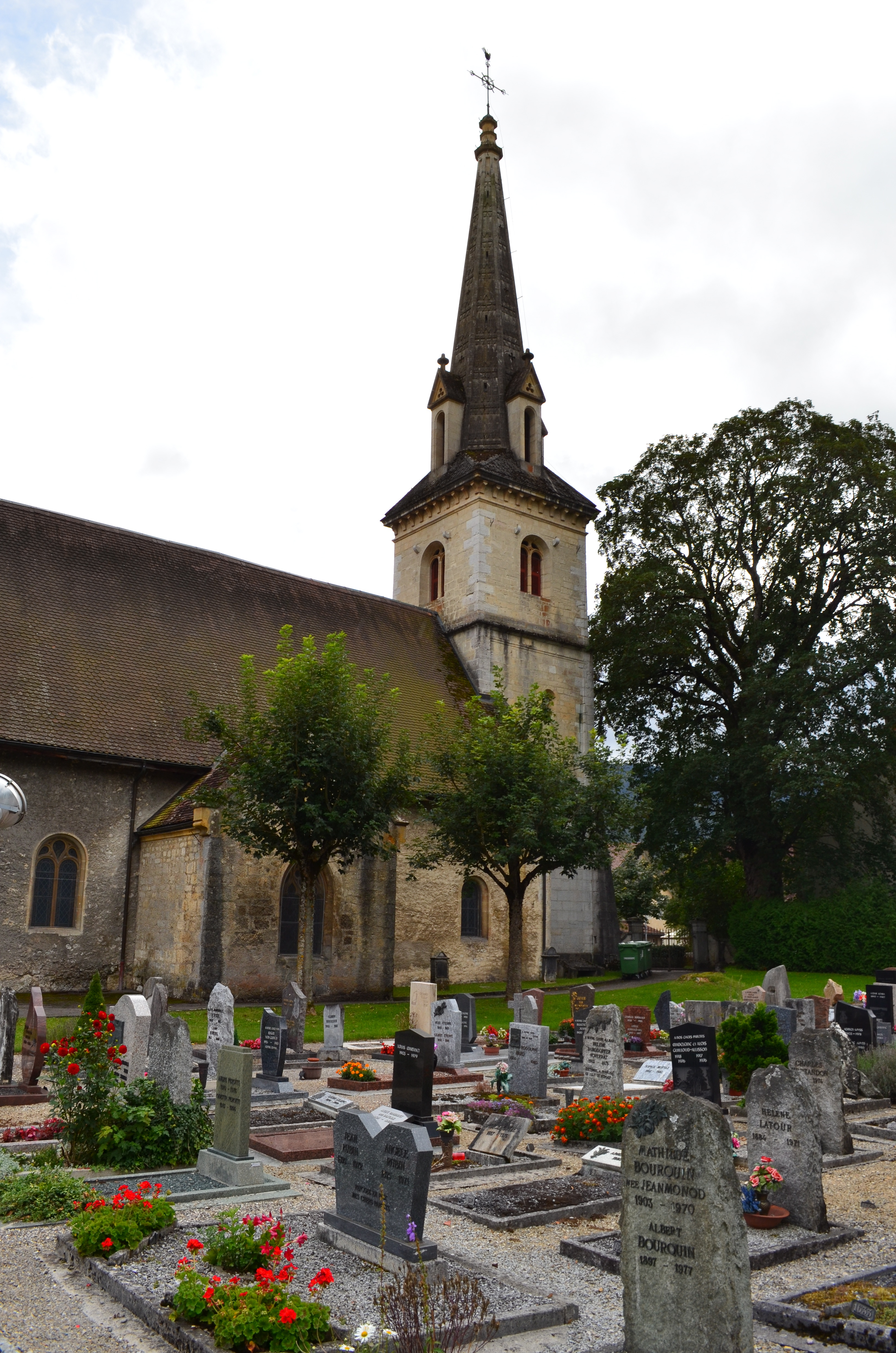
Temple de Môtiers, vue du nord en 2011.

### De l’église catholique Notre-Dame au temple protestant
En 1538, les habitants de Môtiers tentent de s'opposer à l’installation de greniers dans l’église Saint-Pierre, mais c'est l'ancienne paroissiale Notre-Dame qui est sauvée. Elle est alors débarrassée de tout le mobilier qui rappelait le culte ancien. Devenue temple protestant, elle traverse ensuite le XVIe siècle et la première moitié du XVIIe siècle sans autres interventions que des travaux d’entretien et des transformations mineures. Elle sert de lieu de culte aux paroissiens de Môtiers, Boveresse, Couvet et Fleurier.
Le temple subit une nouvelle mue durant la seconde moitié du XVIIe siècle. En 1654, les autorités communales des quatre villages propriétaires décident de mettre fin aux inhumations à l’intérieur du bâtiment et de renouveler le plancher. En 1668, la démolition de l’ancien clocher de Saint-Pierre et son remplacement par un robuste clocher accolé au temple confèrent à l’édifice une silhouette renouvelée. Réalisé selon les plans de Jonas Favre, le nouveau beffroi sommé d’une flèche est reconnu en 1671, même s’il porte la date 1669. Dix ans plus tard, la paroisse de Môtiers fait appel au même architecte pour rebâtir le chœur dont les murs présentaient de dangereuses fissures. Malgré sa date, l’abside est reconstruite dans la tradition gothique. Le changement de siècle est marqué par une réfection de l’intérieur en 1696 et l’installation d’une galerie en 1704. En 1715, le temple est choisi pour accueillir les archives communales, jusqu’à ce que le manque de place n’oblige la commune à édifier une petite annexe au nord en 1777-1780. Le cimetière est déplacé au nord de l’édifice en 1808,.

### Les restaurations desXIXeetXXesiècles
Le remplacement de la couverture de bardeaux par de la tuile en 1859 ne suffit malheureusement pas à protéger le clocher de l’incendie qui a raison de la flèche en 1869. Atteinte par la foudre, cette dernière est reconstruite en pierre de taille par l’architecte Léo Châtelain.
Tout au long du XIXe siècle, les archives parlent du délabrement de l’intérieur du temple. Les travaux ponctuels et la campagne de réfection entreprise en 1859 ne semblent pas suffire. Il faut attendre les années 1890-1891 pour que la commune vote les crédits d’une campagne d’assainissement et que Léo Châtelain entreprenne une restauration d’envergure.
En 1960-1961, la restauration de l’intérieur dirigée par l’architecte Edmond Calame comprend la fouille archéologique du sous-sol et l’exploration des murs, débouchant sur le dégagement d’une fenêtre romane, la remise en état du berceau en bois et la restitution des remplages. En 1981, Théo Vuilleumier, architecte, dirige la restauration de la tour, de sa flèche et de son coq.
Le temple est mis sous protection au titre de monument historique depuis 1963.

### La paroisse protestante auXXIesiècle
En 2018, le culte de Noël est retransmis en Eurovision, vers la Belgique, la France et l'Italie, par la télévision suisse et traduit, à cette occasion en Italien et en Allemand,. Fin 2022, une subvention de 346 000 CHF est votée par le conseil d'état pour la restauration du temple, considéré comme « l’un des lieux de culte neuchâtelois les plus représentatifs de l’architecture gothique » de la fin du moyen-âge, des travaux ayant commencé en septembre 2020, pour lutter contre l'humidité des façades et du clocher, restaurer la charpente et prévoir l'isolation du bâtiment.  Le chantier total est alors évalué à  2,5 M CHF. En mars 2023, un culte musical est organisé pour fêter les 40 ans de l'orgue installé en 1983. 

## Architecture

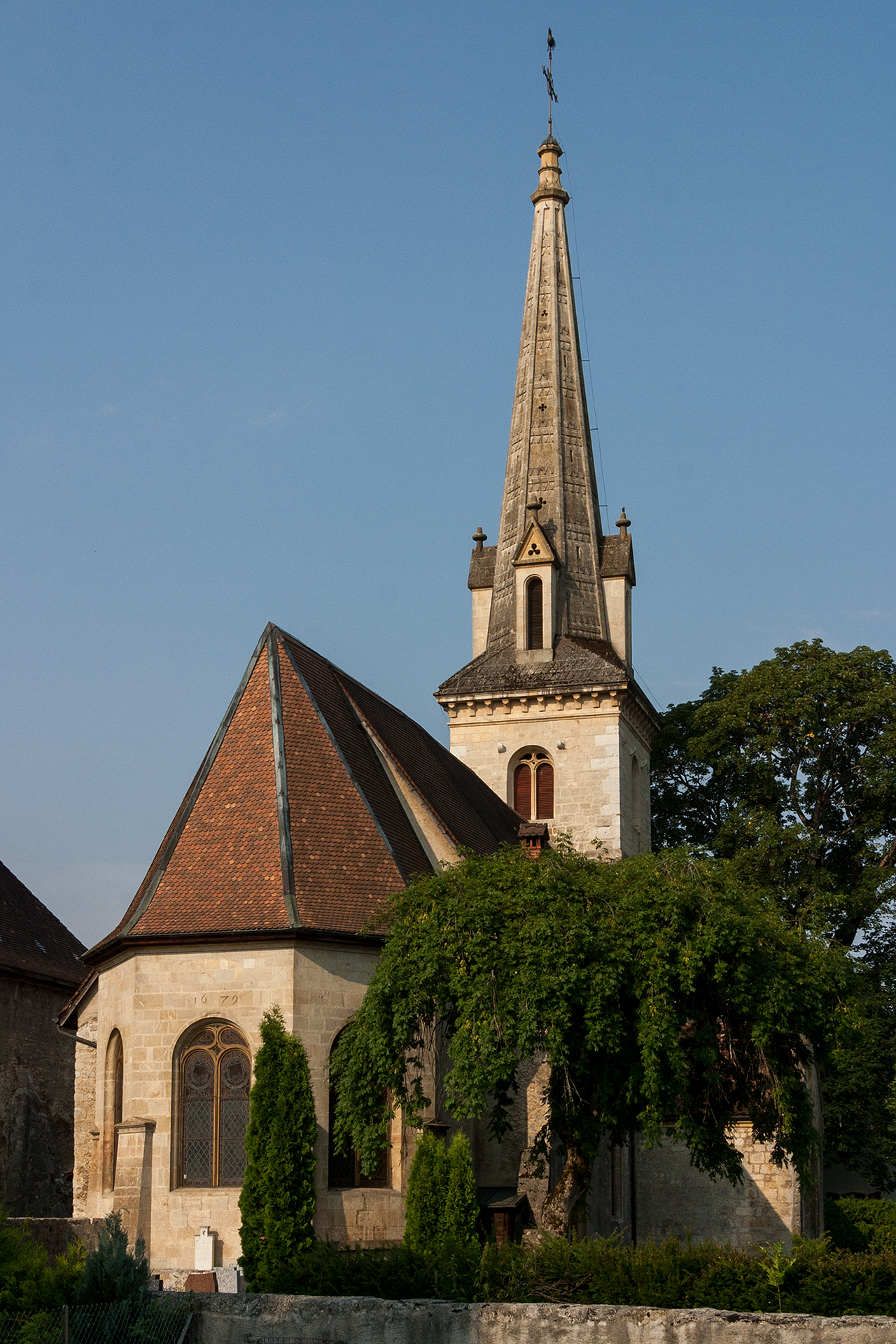
Chevet du temple en 2003.

Le plan de l’édifice est relativement simple. La nef flanquée de deux bas-côtés se prolonge par un large chœur rectangulaire qui se termine lui-même par une abside pentagonale. Une tour quadrangulaire à l’ouest et des chapelles au nord et au sud complètent l’ensemble. Un grand berceau lambrissé surmonte la nef, alors que les chapelles et le chœur sont voûtés d’ogives et éclairées par des baies des XVe et XVIIe siècles.
Le temple de Môtiers possède encore trois cloches (1509, 1881 et 1911), une horloge depuis le XVIe siècle (état actuel du XIXe siècle) et des vitraux de Karl Wehrli (1891) et d’Edouard Baillods (1961-62). L’orgue de 1898 est remplacé en 1983 par un instrument de style français classique,.

## Personnalités liées à la paroisse
Pierre Barrelet (v. 1480-1559) est tout d'abord curé à Môtiers prendant trente ans. Au moment de la Réforme, il devient espion pour le compte de Berne, restée catholique, entre 1539 et 1546. Il se fait passer pour un ami du réformateur Guillaume Farel pour obtenir des informations dans le pays de Montbéliard. Il épouse sa servante en 1546, mais continue de signer et de se présenter comme le « curé de Vautravers ».
Le pasteur Frédéric-Guillaume de Montmollin (1709-1783) est pasteur à Môtiers à partir de 1742 jusqu'à son décès. Il accueille entre 1762 et 1765, le philosophe des Lumières Jean-Jacques Rousseau, dont Émile ou De l’éducation a été mis à l'Index par le cardinal Christophe de Beaumont. Les relations entre le pasteur et le philosophe se détériorent à la suite de la parution des Lettres écrites de la Montagne en 1764. Jean-Jacques Rousseau parle de son séjour à Môtiers dans ses Confessions, où il adopte un temps « l'habit arménien [...] après avoir consulté le pasteur du lieu ».
Le pasteur Jacques-Auguste Du Pasquier, dit James Du Pasquier (1794-1869), est pasteur à Môtiers de sa consécration en 1823 jusqu'à sa nomination comme diacre à Neufchâtel en 1827. Il termine sa carrière comme président synodal de Neufchâtel de 1849 à 1865 et président des missions évangéliques jusqu'à son décès.